# Acacia aphanoclada
Acacia aphanoclada (лат.) — вид растений рода Акация, эндемик для небольшой территории в регионе Пилбара в штате Западная Австралия. Это голый вьющийся кустарник высотой 3—6 метров, с узколинейными филлодиями, соцветиями в виде кистей и узкопродолговатыми стручками длиной до 60—70 мм.

## Описание
Кустарник голый, вьющийся, одностебельный. Высота до 5—6 метров. Диаметр ствола — 2 см. Редкая листва в плачущей кроне, расположенной в основном на концах изогнутых вниз ветвей. Филлодии изогнуты вниз, узколинейные, длиной в 200—450 мм и 1,5—2 мм шириной, с желёзками на верхнем крае филлодий в 2,5 мм от основания. Цветки расположены в соцветиях в пазухах филлодий, длиной 50—90 мм, с шаровидными головками на плодоножках длиной 10—20 мм. Головки составляют 10—11 мм в диаметре и содержат от 70 до 90 цветков золотистого цвета. Цветение растения — с августа по октябрь, плод представляет собой узкий продолговатый стручок длиной 60—70 мм и шириной 6—8 мм, содержащий продолговатые яйцевидные или круглые семена тёмно-коричневого цвета длиной 4—5 мм и шириной 3,5—4,5 мм.

## Таксономия
Вид был описан в 1992 году австралийским ботаником Брюсом Мэслином, будучи собранным возле поселения Наллагин в 1973 году.

## Распространение
Вид распространён в регионе Пилбара на северо-западе штата Западная Австралия. Растёт на скалистых холмах. Не растёт плотно. Редко растёт вокруг поселения Наллагин с спинифексом, эвкалиптами и другими акациями.